# Chauffours
Chauffours ist eine französische Gemeinde mit 290 Einwohnern (Stand: 1. Januar 2022) im Département Eure-et-Loir in der Region Centre-Val de Loire. Chauffours gehört zum Arrondissement Chartres und ist Teil des Kantons Illiers-Combray.

## Geographie
Chauffours liegt etwa 13 Kilometer westsüdwestlich von Chartres. Umgeben wird Chauffours von den Nachbargemeinden Saint-Georges-sur-Eure im Norden und Nordosten, Nogent-sur-Eure im Osten, Bailleau-le-Pin im Süden sowie Ollé im Westen.

## Bevölkerung
| Bevölkerungsentwicklung   | Bevölkerungsentwicklung | Bevölkerungsentwicklung | Bevölkerungsentwicklung | Bevölkerungsentwicklung | Bevölkerungsentwicklung | Bevölkerungsentwicklung | Bevölkerungsentwicklung | Bevölkerungsentwicklung |
| ------------------------- | ----------------------- | ----------------------- | ----------------------- | ----------------------- | ----------------------- | ----------------------- | ----------------------- | ----------------------- |
| Jahr                      | 1962                    | 1968                    | 1975                    | 1982                    | 1990                    | 1999                    | 2006                    | 2013                    |
| Einwohner                 | 165                     | 159                     | 158                     | 236                     | 244                     | 265                     | 291                     | 282                     |
| Quelle: Cassini und INSEE |                         |                         |                         |                         |                         |                         |                         |                         |

## Sehenswürdigkeiten
- Kirche Saint-Pierre, Monument historique

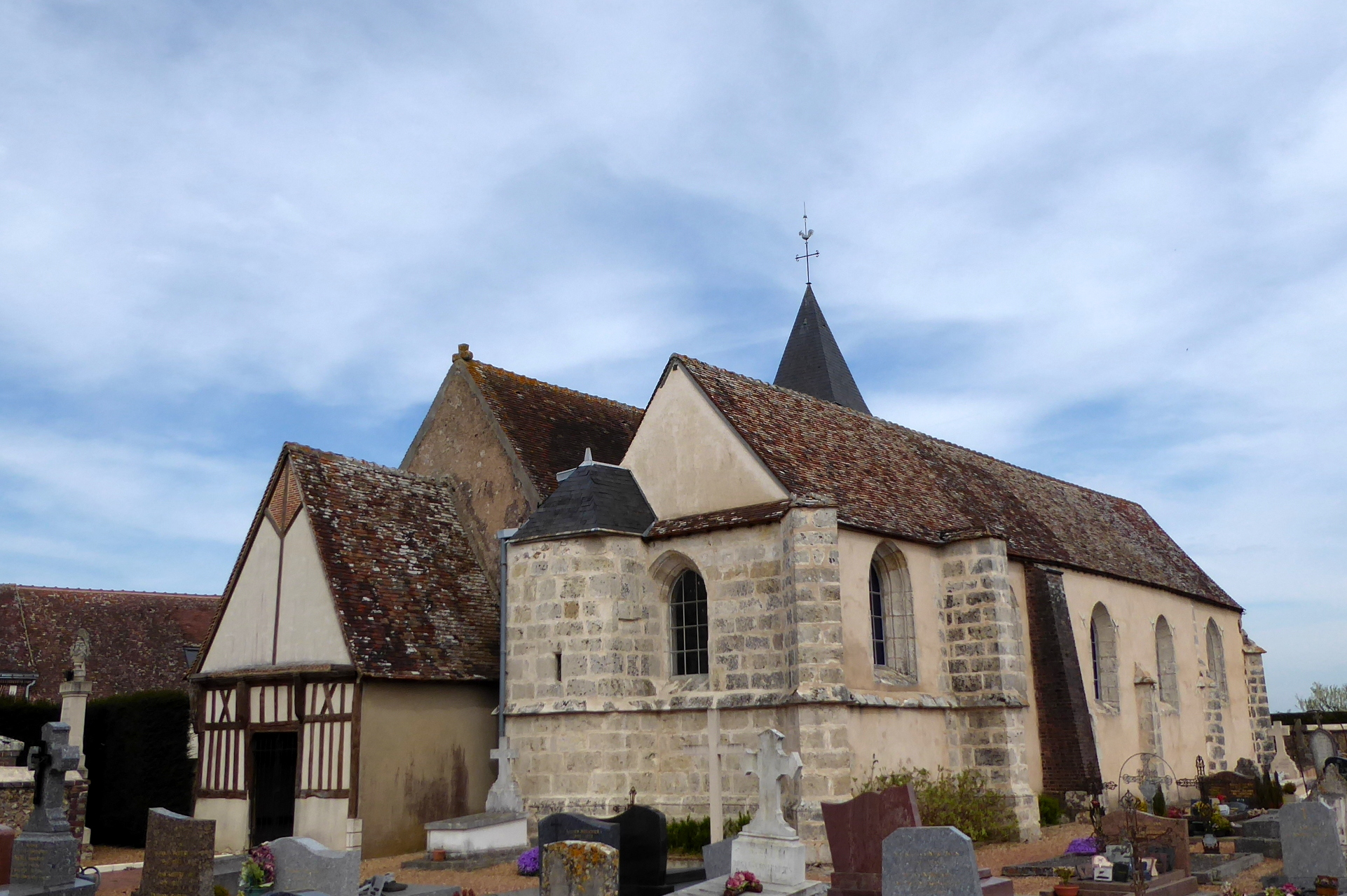
Kirche Saint-Pierre